# Columbarium formosissimum
Columbarium formosissimum is een slakkensoort uit de familie van de Turbinellidae. De wetenschappelijke naam van de soort is voor het eerst geldig gepubliceerd in 1928 door Tomlin.